# La Lande-d'Airou
La Lande-d'Airou est une commune française, située dans le département de la Manche en région Normandie, peuplée de 535 habitants.

## Géographie
La commune est aux confins du Pays saint-lois, du Coutançais et de l'Avranchin. Son bourg est à 6,5 km au sud-ouest de Villedieu-les-Poêles, à 9,5 km à l'est de La Haye-Pesnel et à 18 km au nord d'Avranches.
Couvrant 1 510 hectares, le territoire de La Lande-d'Airou était avant 2015 le plus étendu du canton de Villedieu-les-Poêles.
Le territoire est à l'écart des axes routiers régionaux si l'on excepte l'A84 qui le traverse à l'ouest, mais sans accès. Le bourg est traversé par la route départementale no 41 qui le relie à Noirpalu au sud-ouest et à Saultchevreuil-du-Tronchet, au sud de Villedieu-les-Poêles à l'est. Du bourg, part également la D 309 qui mène à l'ouest à La Haye-Pesnel, et passe la D 354 qui n'a qu'un parcours communal mais qui se prolonge au sud-est par la D 486 permettant de rejoindre Rouffigny. Croisant au nord-est à la D 41, les D 485 et D 586 relient La Lande-d'Airou respectivement au bourg de Fleury et à son accès à l'A84 (échangeur 37) à 4 km au nord-est du bourg.

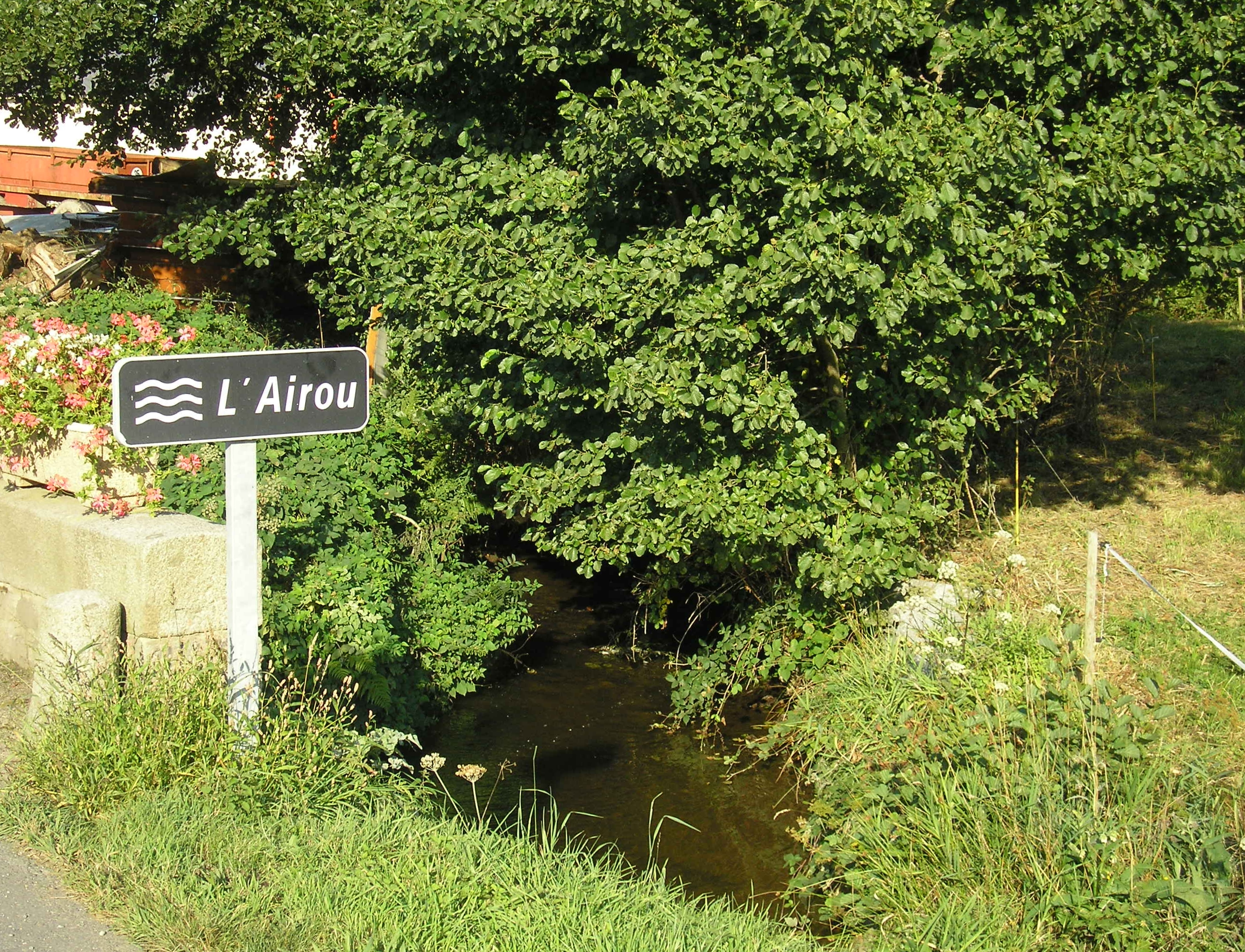
L'Airou dans le bourg.

La Lande-d'Airou est dans le bassin de la Sienne, par son affluent l'Airou qui traverse le sud-ouest du territoire. Le eaux du tiers nord sont collectées par un de ses affluents, la Dorette, qui y fait office de limite. Plusieurs autres affluents parcourent la commune, dont le Courion et la rivière de l'Écluse.
Le point culminant (215 m) se situe en limite est, près du lieu-dit le Buot. Le point le plus bas (75 m) correspond à la sortie de l'Airou du territoire, à l'ouest. La commune est bocagère.
| Champrepus | Champrepus, Fleury                            | Fleury                         |
| Le Tanu    | La Lande-d'Airou                              | Villedieu-les-Poêles-Rouffigny |
| Le Tanu    | Bourguenolles, Villedieu-les-Poêles-Rouffigny | Villedieu-les-Poêles-Rouffigny |

### Hydrographie
La commune est située dans le bassin Seine-Normandie. Elle est drainée par l'Airou, la Douquette, la rivière de l'Écluse, des bras de l'Écluse, le Courion, le cours d'eau 01 de la Lande-D'Airou, le fossé 01 de l'Hôtel Everet et  et un autre petit cours d'eau,.
L'Airou, d'une longueur de 30 km, prend sa source dans la commune de La Trinité et se jette  dans la Sienne à Ver, après avoir traversé douze communes. 

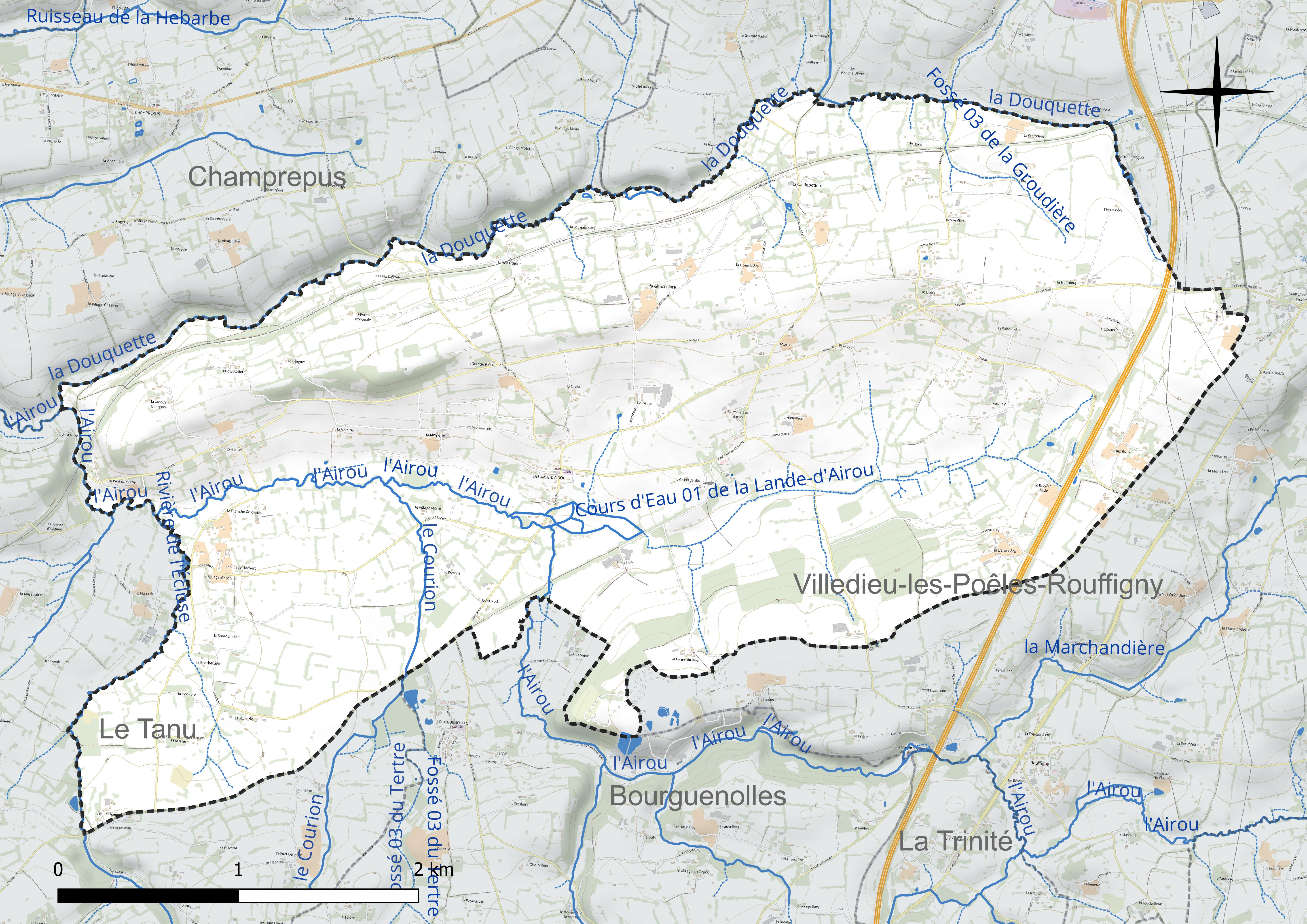
Réseau hydrographique de la La Lande-d'Airou.

Un plan d'eau complète le réseau hydrographique : la gravière 1 de la commune de Bourguenolles, d'une superficie totale de 1,1 ha (0,1 ha sur la commune),.

### Climat
Pour des articles plus généraux, voir Climat de la Normandie et Climat de la Manche.
En 2010, le climat de la commune est de type climat océanique franc, selon une étude du CNRS s'appuyant sur une série de données couvrant la période 1971-2000. En 2020, Météo-France publie une typologie des climats de la France métropolitaine dans laquelle la commune est exposée à un climat océanique et est dans la région climatique  Normandie (Cotentin, Orne), caractérisée par une pluviométrie relativement élevée (850 mm/a) et un été frais (15,5 °C) et venté. Parallèlement le GIEC normand, un groupe régional d’experts sur le climat, différencie quant à lui, dans une étude de 2020, trois grands types de climats pour la région Normandie, nuancés à une échelle plus fine par les facteurs géographiques locaux. La commune est, selon ce zonage, exposée à un « climat contrasté des collines », correspondant au Bocage normand, bien arrosé, voire très arrosé sur les reliefs les plus exposés au flux d’ouest, et frais en raison de l’altitude.
Pour la période 1971-2000, la température annuelle moyenne est de 10,7 °C, avec une amplitude thermique annuelle de 12,4 °C. Le cumul annuel moyen de précipitations est de 983 mm, avec 13,8 jours de précipitations en janvier et 8,8 jours en juillet. Pour la période 1991-2020, la température moyenne annuelle observée sur la station météorologique la plus proche, située sur la commune de Longueville à 20 km à vol d'oiseau, est de 11,9 °C et le cumul annuel moyen de précipitations est de 802,4 mm,. Pour l'avenir, les paramètres climatiques de la commune estimés pour 2050 selon différents scénarios d’émission de gaz à effet de serre sont consultables sur un site dédié publié par Météo-France en novembre 2022.

## Urbanisme

### Typologie
Au 1er janvier 2024, La Lande-d'Airou est catégorisée commune rurale à habitat dispersé, selon la nouvelle grille communale de densité à sept niveaux définie par l'Insee en 2022.
Elle est située hors unité urbaine. Par ailleurs la commune fait partie de l'aire d'attraction de Villedieu-les-Poêles-Rouffigny, dont elle est une commune de la couronne,. Cette aire, qui regroupe 11 communes, est catégorisée dans les aires de moins de 50 000 habitants,.

### Occupation des sols
L'occupation des sols de la commune, telle qu'elle ressort de la base de données européenne d’occupation biophysique des sols Corine Land Cover (CLC), est marquée par l'importance des territoires agricoles (93,7 % en 2018), en augmentation par rapport à 1990 (92,8 %). La répartition détaillée en 2018 est la suivante : prairies (57,9 %), terres arables (26,2 %), zones agricoles hétérogènes (9,6 %), zones urbanisées (3,2 %), forêts (2,6 %), mines, décharges et chantiers (0,5 %). L'évolution de l’occupation des sols de la commune et de ses infrastructures peut être observée sur les différentes représentations cartographiques du territoire : la carte de Cassini (XVIIIe siècle), la carte d'état-major (1820-1866) et les cartes ou photos aériennes de l'IGN pour la période actuelle (1950 à aujourd'hui).

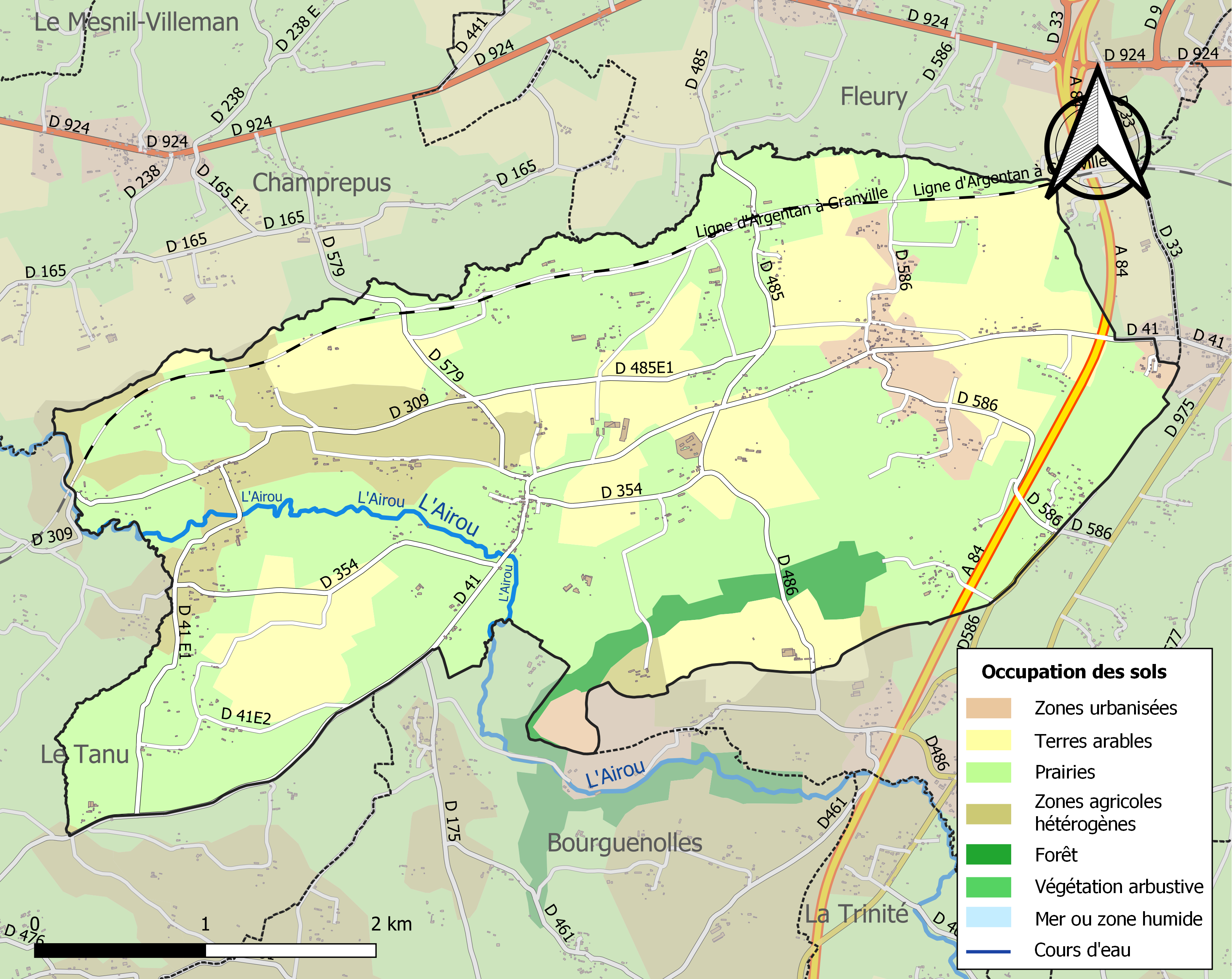
Carte des infrastructures et de l'occupation des sols de la commune en 2018 (CLC).

## Toponymie
Le nom de la localité est attesté sous les formes La Lande en 1162, Landa de Arou en 1180.
Le toponyme Lande (français lande, du gaulois landa) évoque une terre inculte ou pauvre. La rivière l'Airou traverse le territoire du sud à l'ouest.
Le gentilé est Landais.

## Histoire
Dans son ouvrage intitulé Voyage en France (série 6 de 1896), Victor-Eugène Ardouin-Dumazet a écrit : « La colonie qui créa l'industrie de Villedieu, venait, dit-on, d'une cité voisine située à 6 kilomètres au sud-ouest, sur l'emplacement du village appelé aujourd'hui La Lande-d'Airou, et qu'un cataclysme (incendie, cyclone ou passage de gens de guerre) détruisit vers le XIIe siècle ».
En fait, dès 1605, l'écrivain François Des Rües (v. 1575-v. 1633) avait écrit dans son ouvrage intitulé Les antiquitez, fondations et singularitez des plus célèbres villes, châteaux et places remarquables du Royaume de France : « L'an de grace mil cent cinquante & huict, un Samedy de la semaine de Pasques environ midy s'esleva de terre à la Lande d'Airou, un grand tourbillon qui enlevoit avec luy tout ce qu'il rencontroit, & en fin se haussant en l'air, s'apparut une forme de colombe montant avec le tourbillon, laquelle estoit couloree de bleu & rouge & s'arresta en l'air. Cependant, on voyoit des fleches & dards qui s'eslançoient contre ceste colombe sans qu'on veiste ceux qui tiroient ces coups ; & au haut du tourbillon qui estoit sur la colombe, on voyoit crier & voltiger un grand nombre d'oyseaux de diverses sortes. Bien tost après ce prodige, advint une estrange mortalité au peuple de ce lieu (dont le Seigneur mourut des premiers) & s'espandit ceste cruelle maladie par toute la Normandie & régions circonvoisines ».
Quoi qu'il en fût, il y aurait eu un château fort à La Lande d'Airou, de construction fort ancienne (XIe siècle) puis un château construit au XVIe siècle par un membre de la famille de Grimouville, qui était encore visible avant la Révolution. Près du bourg, il y eut également un monastère sous le vocable de Saint-Léonard-des-Bois.

## Politique et administration
| Période                                  | Période   | Identité          | Étiquette | Qualité                 |
| ---------------------------------------- | --------- | ----------------- | --------- | ----------------------- |
| 1945                                     | 1946      | Auguste Durfort   |           |                         |
| 1946                                     | 1971      | Édouard Josseaume |           |                         |
| 1971                                     | 1989      | Roger Salliot     |           |                         |
| 1989                                     | mars 2001 | Jean Lepeltier    |           |                         |
| mars 2001                                | mai 2020  | René Mabille      | SE        | Agriculteur             |
| mai 2020                                 | En cours  | Christiane Graci  | SE        | Retraitée salarié privé |
| Les données manquantes sont à compléter. |           |                   |           |                         |

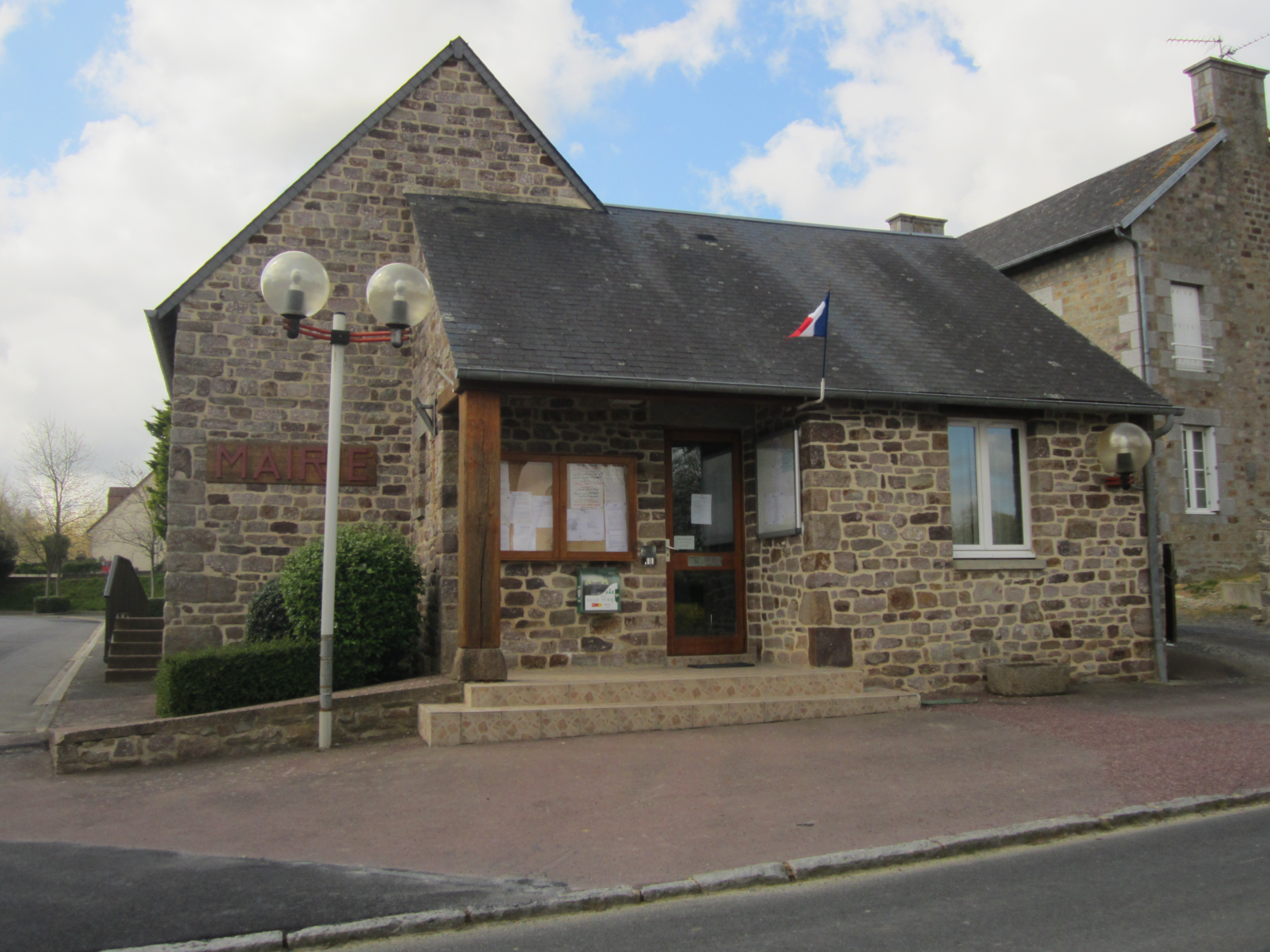
La mairie.

Le conseil municipal est composé de quinze membres dont le maire et quatre adjoints.

## Démographie
L'évolution du nombre d'habitants est connue à travers les recensements de la population effectués dans la commune depuis 1793. Pour les communes de moins de 10 000 habitants, une enquête de recensement portant sur toute la population est réalisée tous les cinq ans, les populations de référence des années intermédiaires étant quant à elles estimées par interpolation ou extrapolation. Pour la commune, le premier recensement exhaustif entrant dans le cadre du nouveau dispositif a été réalisé en 2004.
En 2022, la commune comptait 535 habitants, en évolution de +4,09 % par rapport à 2016 (Manche : −0,31 %, France hors Mayotte : +2,11 %).
La Lande-d'Airou a compté jusqu'à 1 204 habitants en 1800.
| 1793  | 1800  | 1806  | 1821  | 1831  | 1836  | 1841  | 1846  | 1851  |
| ----- | ----- | ----- | ----- | ----- | ----- | ----- | ----- | ----- |
| 1 153 | 1 204 | 1 173 | 1 006 | 1 070 | 1 047 | 1 034 | 1 046 | 1 008 |

| 1856 | 1861 | 1866 | 1872 | 1876 | 1881 | 1886 | 1891 | 1896 |
| ---- | ---- | ---- | ---- | ---- | ---- | ---- | ---- | ---- |
| 965  | 937  | 953  | 965  | 983  | 991  | 949  | 814  | 713  |

| 1901 | 1906 | 1911 | 1921 | 1926 | 1931 | 1936 | 1946 | 1954 |
| ---- | ---- | ---- | ---- | ---- | ---- | ---- | ---- | ---- |
| 770  | 750  | 709  | 622  | 647  | 656  | 654  | 667  | 612  |

| 1962 | 1968 | 1975 | 1982 | 1990 | 1999 | 2004 | 2006 | 2009 |
| ---- | ---- | ---- | ---- | ---- | ---- | ---- | ---- | ---- |
| 580  | 535  | 472  | 455  | 458  | 482  | 483  | 495  | 509  |

| 2014 | 2019 | 2022 | - | - | - | - | - | - |
| ---- | ---- | ---- | - | - | - | - | - | - |
| 512  | 530  | 535  | - | - | - | - | - | - |

## Culture locale et patrimoine

### Lieux et monuments

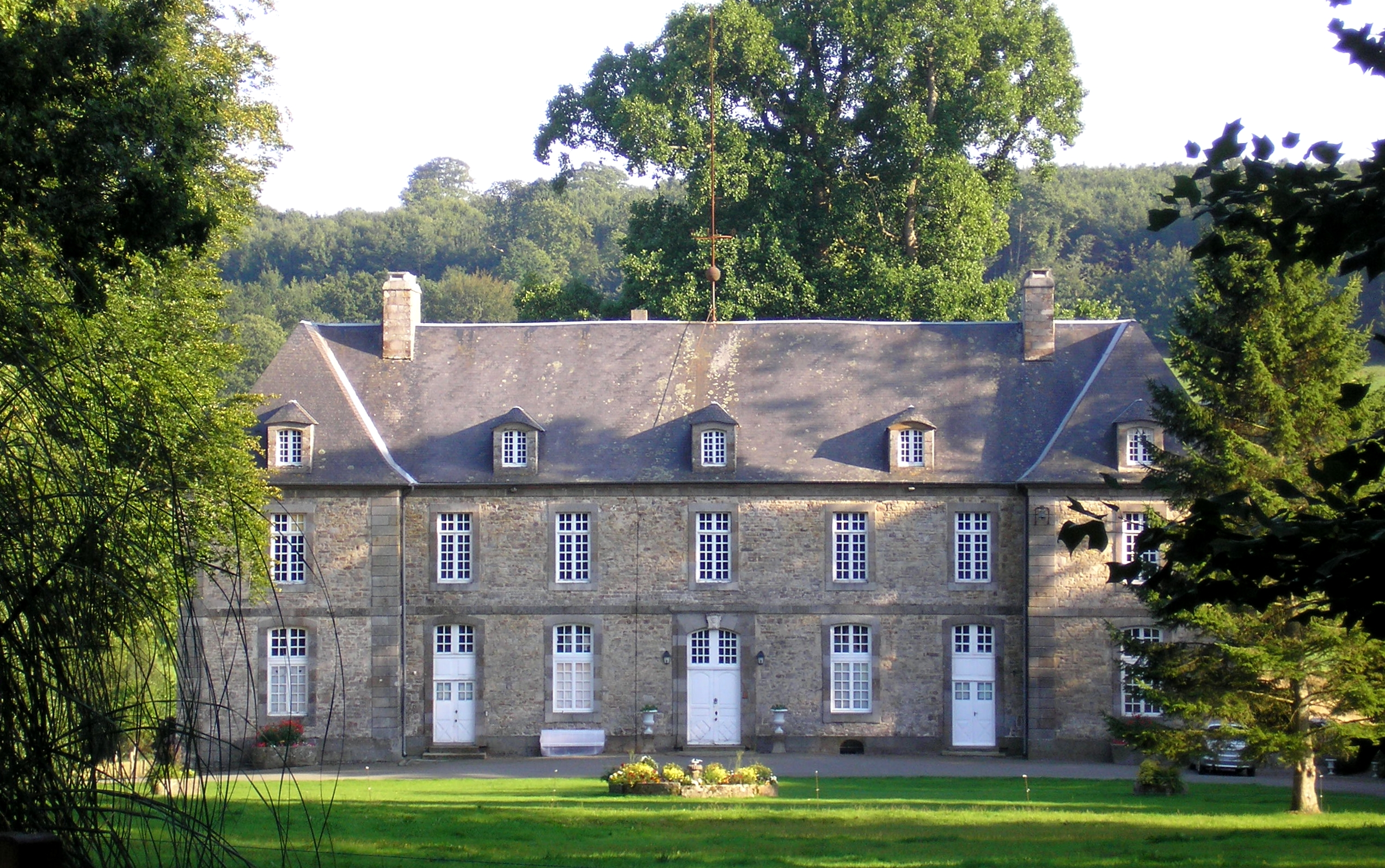
Le château en 2010.

- Église Saint-Martin (XVe – XVIe siècles), classée en 1987 aux monuments historiques[35]. Édifiée sur un plan roman, avec tour à la croisée des transepts, avant-porche gothique avec des pierres tombales au sol.
- Château du milieu du XVIIIe siècle (1750), reconstruit à l'emplacement du château des Grimouville du XVIe siècle[28], avec dépendances et pigeonnier.
- Croix de chemin dite de la Hamellière du XVIIe siècle. Deux croix de cimetières en granit (XVIIIe siècle) dont l'une à l'entrée, calvaire dit de Saint-Roch (1867) qui fut érigé à la place de la chapelle qui lui était dédiée[28].
- Lavoirs.
- Viaduc de Guibel (1869), sur l'Airou, en limite avec Le Tanu, sur la ligne de Paris à Granville.

### Activité et manifestations
- Fête de la Saint-Roch, en août.

### Personnalités liées à la commune
- François des Rües (La Lande-d'Airou 1554 ou 1570 - 1624 ou 1630)[36], historien et écrivain, auteur entre autres des Marguerites françaises et Les Antiquités, fondation et singularités des plus célèbres villes, châteaux et places remarquables du Royaume de France, ouvrage qui peut-être considéré comme le premier guide touristique[28].